# Zürich Open
Zürich Open byl oficiální název ženského tenisového profesionálního turnaje hraného každoročně v říjnu ve švýcarském Curychu. Konal se v letech 1984–2008.
V posledním ročníku 2008 byl přeřezen z kategorie Tier I do nižší úrovně Tier II. Jednalo se o jednu z posledních událostí sezóny ženského kalendáře WTA.
Posledními vítězkami v roce 2008 se staly ve dvouhře Američanka Venus Williamsová a ve čtyřhře pár Cara Blacková a Liezel Huberová. V březnu 2012 byl hrán jako exhibice utkání legend s juniory do osmnácti let.

## Přehled vývoje názvu
- European Indoors: 1984–1989
- BMW European Indoors: 1990–1992
- Barilla Indoors: 1993–1996
- European Indoor Championships: 1997
- European Swisscom Challenge: 1998
- Swisscom Challenge: 1999–2004
- Zurich Open: 2005–2007
- TENNIS.com Zurich Open: 2008
- BNP Paribas Zurich Open: 2012, exhibice

## Finálové zápasy

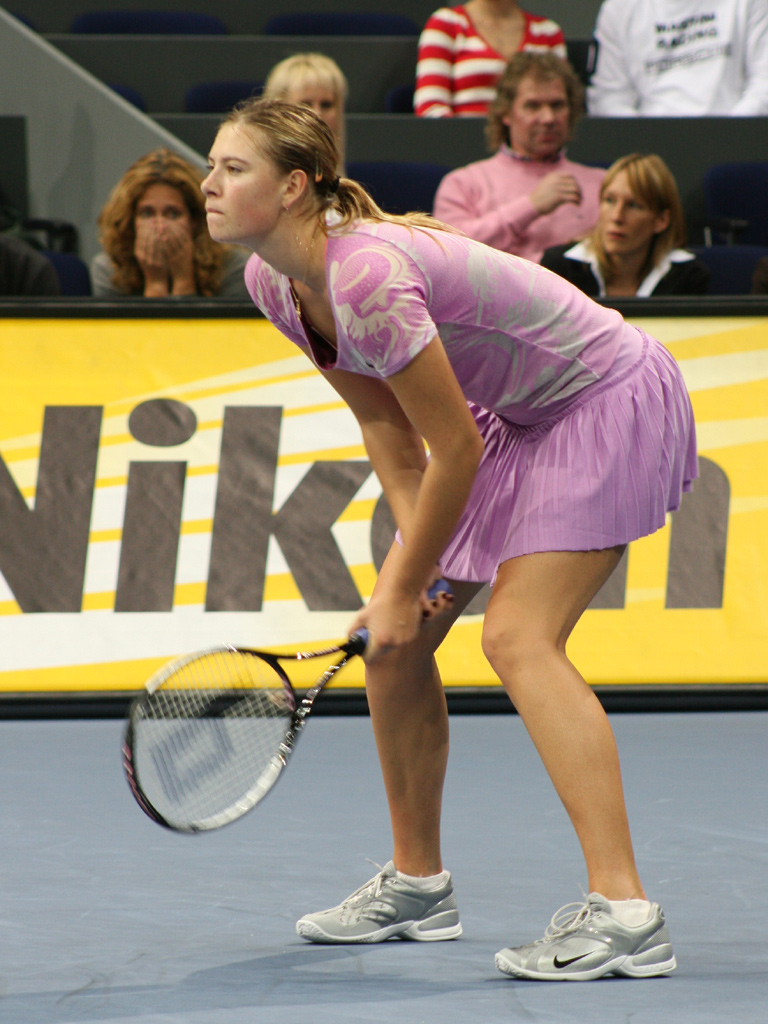
Maria Šarapovová, 2008

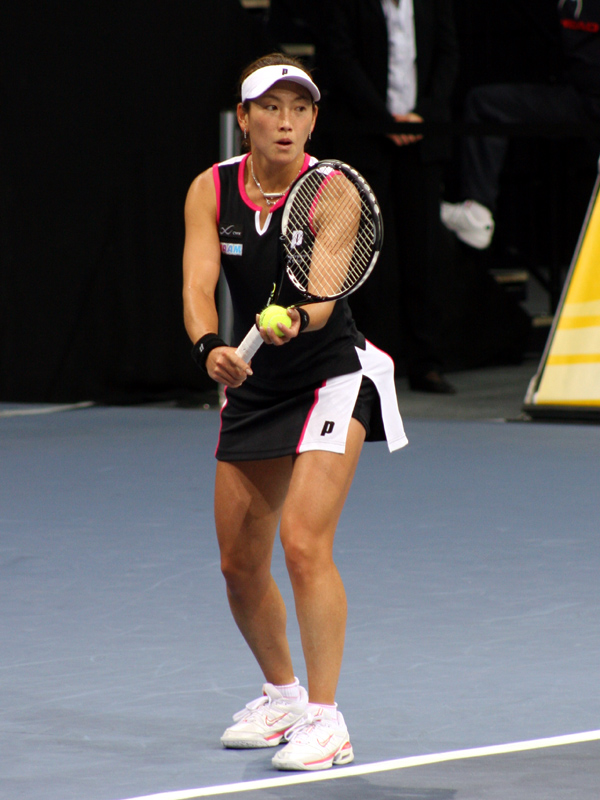
Ai Sugijamová, 2006

### Dvouhra
| Rok  | Vítězka              | Finalistka              | Výsledek        |
| 2008 | Venus Williamsová    | Flavia Pennettaová      | 7-61, 6-2       |
| 2007 | Justine Heninová     | Taťána Golovinová       | 6-4, 6-4        |
| 2006 | Maria Šarapovová     | Daniela Hantuchová      | 6-1, 4-6, 6-3   |
| 2005 | Lindsay Davenportová | Patty Schnyderová       | 7-65, 6-3       |
| 2004 | Alicia Moliková      | Maria Šarapovová        | 4-6, 6-2, 6-3   |
| 2003 | Justine Heninová     | Jelena Dokićová         | 6-0, 6-4        |
| 2002 | Patty Schnyderová    | Lindsay Davenportová    | 6-75, 7-68, 6-3 |
| 2001 | Lindsay Davenportová | Jelena Dokićová         | 6-3, 6-1        |
| 2000 | Martina Hingisová    | Lindsay Davenportová    | 6-4, 4-6, 7-5   |
| 1999 | Venus Williamsová    | Martina Hingisová       | 6-3, 6-4        |
| 1998 | Lindsay Davenportová | Venus Williamsová       | 7-5, 6-3        |
| 1997 | Lindsay Davenportová | Nathalie Tauziatová     | 7-63, 7-5       |
| 1996 | Jana Novotná         | Martina Hingisová       | 6-2, 6-2        |
| 1995 | Iva Majoliová        | Mary Pierceová          | 6-4, 6-4        |
| 1994 | Magdalena Malejevová | Nataša Zverevová        | 7-5, 3-6, 6-4   |
| 1993 | Manuela Malejevová   | Martina Navrátilová     | 6-3, 7-61       |
| 1992 | Steffi Grafová       | Martina Navrátilová     | 2-6, 7-5, 7-5   |
| 1991 | Steffi Grafová       | Nathalie Tauziatová     | 6-4, 6-4        |
| 1990 | Steffi Grafová       | Gabriela Sabatini       | 6-3, 6-2        |
| 1989 | Steffi Grafová       | Jana Novotná            | 6-1, 7-66       |
| 1988 | Pam Shriverová       | Manuela Malejevová      | 6-3, 6-4        |
| 1987 | Steffi Grafová       | Hana Mandlíková         | 6-2, 6-2        |
| 1986 | Steffi Grafová       | Helena Suková           | 4-6, 6-2, 6-4   |
| 1985 | Zina Garrisonová     | Hana Mandlíková         | 6-1, 6-3        |
| 1984 | Zina Garrisonová     | Claudia Kohde-Kilschová | 6-1, 0-6, 6-2   |

### Čtyřhra
| Rok  | Vítězky                                   | Finalistky                               | Výsledek        |
| 2008 | Cara Blacková Liezel Huberová             | Anna-Lena Grönefeldová Patty Schnyderová | 6-1, 7-63       |
| 2007 | Květa Peschkeová Rennae Stubbsová         | Lisa Raymondová Francesca Schiavoneová   | 7-5, 7-61       |
| 2006 | Cara Blacková Rennae Stubbsová            | Liezel Huberová Katarina Srebotniková    | 7-5, 7-5        |
| 2005 | Cara Blacková Rennae Stubbsová            | Daniela Hantuchová Ai Sugijamová         | 6-76, 7-64, 6-3 |
| 2004 | Cara Blacková Rennae Stubbsová            | Virginia Ruanová Paola Suárezová         | 6-4, 6-4        |
| 2003 | Kim Clijstersová Ai Sugijamová            | Virginia Ruanová Paola Suárezová         | 7-63, 6-2       |
| 2002 | Justine Heninová Jelena Bovinová          | Naděžda Petrovová Jelena Dokićová        | 6-2, 7-62       |
| 2001 | Lindsay Davenportová Lisa Raymondová      | Sandrine Testudová Roberta Vinciová      | 6-3, 2-6, 6-2   |
| 2000 | Martina Hingisová Anna Kurnikovová        | Kimberly Poová Anne-Gaëlle Sidotová      | 6-3, 6-4        |
| 1999 | Lisa Raymondová Rennae Stubbsová          | Nathalie Tauziatová Nataša Zverevová     | 6-2, 6-2        |
| 1998 | Venus Williamsová Serena Williamsová      | Mariaan De Swardtová Jelena Tatarková    | 5-7, 6-1, 6-3   |
| 1997 | Martina Hingisová Arantxa Sánchezová      | Larisa Neilandová Helena Suková          | 4-6, 6-4, 6-1   |
| 1996 | Martina Hingisová Helena Suková           | Nicole Arendtová Nataša Zverevová        | 7-5, 6-4        |
| 1995 | Nicole Arendtová Manon Bollegrafová       | Chanda Rubinová Caroline Visová          | 6-4, 6-74, 6-4  |
| 1994 | Manon Bollegrafová Martina Navrátilová    | Patty Fendicková Meredith McGrathová     | 7-63, 6-1       |
| 1993 | Zina Garrisonová Martina Navrátilová      | Gigi Fernándezová Nataša Zverevová       | 6-3, 5-7, 6-3   |
| 1992 | Helena Suková Nataša Zverevová            | Martina Navrátilová Pam Shriverová       | 7-65, 6-4       |
| 1991 | Jana Novotná Andrea Strnadová             | Zina Garrisonová Lori McNeilová          | 6-4, 6-3        |
| 1990 | Manon Bollegrafová Eva Pfaffová           | Catherine Suireová Dinky Van Rensburgová | 7-5, 6-4        |
| 1989 | Jana Novotná Helena Suková                | Nathalie Tauziatová Judith Wiesnerová    | 6-3, 3-6, 6-4   |
| 1988 | Isabelle Demongeotová Nathalie Tauziatová | Claudia Kohde-Kilschová Helena Suková    | 6-3, 6-3        |
| 1987 | Nathalie Herremanová Pascale Paradisová   | Jana Novotná Catherine Suireová          | 6-3, 2-6, 6-3   |
| 1986 | Steffi Grafová Gabriela Sabatini          | Lori McNeilová Alycia Moultonová         | 6-3, 6-3        |
| 1985 | Hana Mandlíková Andrea Temesváriová       | Claudia Kohde-Kilschová Helena Suková    | 6-4, 3-6, 7-5   |
| 1984 | Andrea Leandová Andrea Temesváriová       | Claudia Kohde-Kilschová Hana Mandlíková  | 6-1, 6-3        |